# مشی و مشیانه
مَشی و مَشیانه نخستین جفت انسان در تاریخ اساطیری ایران هستند. نقل است هنگامی که اهریمن بر جهان چیره گشت و همه‌جا تیره شد به کیومرث گفت: «تو را از کجا آغاز به‌خوردن کنم؟» کیومرث گفت: «از پایم تا زمانی به‌درازا بکِشد و از تماشای جهان خوشی ببرم.» ولی اهریمن خلاف  کرد و از سر وی آغاز به‌خوردن کرد تا این‌که اهریمن به بیضه‌هایش رسید و در آن هنگام نطفه‌ای از وی خارج شد. پس از چهل سال گیاه ریواسی رویید. این گیاه دارای یک ساقهٔ پانزده برگ بود و از آن دو تن هویدا شد. در آغاز چنان به‌هم پیوند خورده بودند که معلوم نبود کدام ماده و کدام نر است.
پس اهورامزدا به آنان گفت: «من شما را از نظر اندیشه بهترین آفریدم پس پندار نیک، گفتار نیک، و کردار نیک داشته باشید و دیوان را ستایش نکنید.» آنان با راهنمایی فرشتگان کشاورزی و آتش آموختند پس گوسفندی و بزی یافتند. بز را دوشیدند و شیرش را خوردند و گوسفند را با آتشی که از چوب شمشاد بود پیشکش ایزدان کردند. سپس برگ‌ها و پوستین را رها و از پشم برای خود جامه بافتند و کلبه‌ای برای در امان بودن از خورشید ساختند و آهن را یافتند و با سنگ آن را کوبیدند و تیغی فراهم ساختند.
در باورهای ایرانی، نسل بشر یا نخستین زن و مرد جهان، به نام «مشی و مشیانه» از ریشه دوگانه گیاهی به نام «مهرگیاه» در دل زمین بوجود آمده و آفریده شده‌اند و در واقع زمین یا سپندارمذ، مادر نسل بشری دانسته می‌شده است.

## نژاد هستی
آنان پنجاه سال آمیزش نکردند ولی پس از پنجاه سال میل جنسی در آنان بیدار شد و پس از نه ماه دو فرزند نر و ماده می‌زایند ولی آنان را می‌بلعند ولی اهورامزدا میل فرزندخواری را از آنان گرفته و آنان را می‌بخشد. سپس آنان دارای هفت جفت فرزند نر و ماده می‌شوند که جفت هفتم سیامک و نشاگ‌اند که حاصل این دو فرواگ و فرواگین و حاصل این دو نیز هوشنگ و گوزک‌اند (قابل ذکر است ایرانیان از نژاد سیامک و فرواگ‌اند).
دیگر جفت تاز و تازگ‌اند که اعراب از نژاد ایشانند و نام دیگر جفت‌ها در اوستا ذکر شده که هر جفت نیای دیگر اقوامی چون هند و چین و روم و دیگرند.

## مرگ
مشی و مشیانه پس از صد سال و در سن صدسالگی درگذشتند.